# Sabine Wilharm
Sabine Wilharm (* 4. Dezember 1954 in Hamburg) ist eine deutsche Zeichnerin und Illustratorin.

## Leben
Sie studierte Illustration an der Fachhochschule für Gestaltung in Hamburg. Seit ihrem Abschluss 1976 bei Siegfried Oelke und Wilhelm M. Busch arbeitet sie als freie Kinder- und Jugendbuchillustratorin. Sie wurde insbesondere bekannt durch die Bucheinbandgestaltung der deutschsprachigen Harry-Potter-Ausgaben. Neben Buchillustrationen fertigt sie auch Karikaturen und Bildgeschichten für Magazine wie Der Spiegel und Stern an. Zwischen 1984 und 2009 übernahm sie außerdem Lehraufträge für Illustration und freies Zeichnen an der Fachhochschule für Gestaltung in Hamburg.
Sie ist die Patin des Hamburger Kinderbuchhauses im Altonaer Museum.
Sabine Wilharm lebt in Quickborn.

## Werke

### Kinder- und Jugendbücher
- Schnurla, Waska, Murla – es kommt ein Eskapurla. Ein Kinder-Kalender für 2003. Carlsen Verlag, 2003. ISBN 978-3-551-58086-3
- Engel und anderes Geflügel 11: Mit Himmel und Hölle zum Selberbasteln. Rowohlt Taschenbuch Verlag, 2004. ISBN 978-3-499-21303-8
- Wir sind die Musikanten: die schönsten Kinderlieder. Gesammelt und illustriert von Sabine Wilharm. cbj Verlag, 2008. ISBN 978-3-570-13441-2
- Helden. Carlsen Verlag, 2013. ISBN 978-3-551-51795-1
- Kann ich wohl! Aladin Verlag, 2014. ISBN 978-3-8489-1018-2

### Illustrationen in der Kinder- und Jugendliteratur

#### Bilderbücher
- Mario Giordano: Ein Huhn, ein Ei und viel Geschrei. Fischer Schatzinsel Verlag, 1999. ISBN 978-3-596-85046-4
- James Krüss: James’ Tierleben. Carlsen Verlag, 2003. ISBN 978-3-551-55277-8
- Johann Wolfgang von Goethe: Der Zauberlehrling. Kindermann Verlag, 2006. ISBN 978-3-934029-25-5
- Aldous Huxley: Die Krähen von Pearblossom. Fischer Schatzinsel Verlag, 2007. ISBN 978-3-596-85211-6
- Patricia Lakin: Zum Strand! Carlsen Verlag, 2007. ISBN 978-3-551-51668-8
- Moritz Eidechser: Pixi-Bücher Nr. 1520: Du nudelnackte Nuckelnase: das kleine Alphabet der Schimpf- und Kosenamen. Carlsen Verlag, 2007. ISBN 978-3-551-05769-3
- Brüder Grimm: Vom Fischer und seiner Frau. Aufbau Verlag, 2010. ISBN 978-3-351-04113-7
- James Krüss: Pixi-Bücher Nr. 1866: James' Tierkindergarten. Gedichte für Kinder. Carlsen Verlag, 2011. ISBN 978-3-551-05004-5
- Sabine Ludwig: Die Geschichte vom kleinen Schwein, das nicht NEIN sagen konnte. Dressler Verlag, 2012. ISBN 978-3-7915-1240-2
- Johann Wolfgang von Goethe: Der Erlkönig. Kindermann Verlag, 2013. ISBN 978-3-934029-48-4
- Andreas Steinhöfel: Glücksstadt. Aladin Verlag, 2013. ISBN 978-3-8489-0046-6
- Theodor Storm: Der Schimmelreiter. Kindermann Verlag, 2017. ISBN 978-3-934029-70-5

#### Erstlesebücher
- Hans Baumann: Leselöwen Gruselmärchen. Loewe Verlag, 1983. ISBN 3-7855-1908-7
- Hans Baumann: Leselöwen Spassmärchen. Loewe Verlag, 1983. ISBN 3-7855-1909-5
- Hans Baumann: Leselöwen Wunschmärchen. Loewe Verlag, 1984. ISBN 3-7855-1956-7
- Hans Baumann: Leselöwen Lügenmärchen. Loewe Verlag, 1984. ISBN 3-7855-1955-9

#### Romane / Erzählungen / Gedichte
- Märchen europäischer Völker: Märchen aus Italien, Spanien und Portugal. Hansen Verlag, 1977.
- Gina Ruck-Pauquèt: Fu der Fuchs. Rowohlt Taschenbuch Verlag, 1979. ISBN 3-499-20222-0
- Juri Korinetz: Dort, weit hinter dem Fluß, Rowohlt Taschenbuch Verlag, 1981. ISBN 3-499-20266-2
- Fee Zschocke: Sieben Leben hat die Katze. Rowohlt Taschenbuch Verlag, 1987. ISBN 978-3-88880-062-7
- Gabriele Blonski: Zehn Mäuse auf der Rutsche. Rowohlt Taschenbuch Verlag, 1990. ISBN 978-3-499-20504-0
- Marion Schweizer (Hrsg.): Lügen haben lange Beine und andere wahre Geschichten. Elefanten Press, 1992. ISBN 3-88520-415-0
- Martina Dierks: Das Oma-Komplott. Altberliner Verlag, 1992. ISBN 3-357-00771-1
- Mario Giordano: Die wilde Charlotte. Elefanten Press, 1992. ISBN 978-3-88520-428-2
- Dirk Walbrecker: Das Geburtstagsschwein. Patmos-Verlag, 1994. ISBN 978-3-491-37301-3
- Luis Sepúlveda: Wie Kater Zorbas der kleinen Möwe das Fliegen beibrachte. Fischer Schatzinsel Verlag, 1997. ISBN 978-3-596-85021-1
- Kay Boyle: Das kleine Kamel. Fischer Schatzinsel Verlag, 1998. ISBN 978-3-596-85017-4
- Martin Klein: Mats, der Held des Glücks. Fischer Schatzinsel Verlag, 1998. ISBN 978-3-596-85039-6
- Martina Dierks: Der Clan von Lampedusa: Wo der Hund begraben liegt. Altberliner Verlag, 1998. ISBN 3-357-00832-7
- Martina Dierks: Der Clan von Lampedusa: Baby Bellissimo. Altberliner Verlag, 1999. ISBN 3-357-00882-3.
- Eva Ibbotson: Das Geheimnis von Bahnsteig 13. Dressler Verlag, 1999. ISBN 978-3-7915-1006-4
- John Saxby: Schinken & Ei oder Abenteuer auf hoher See. Hanser Verlag, 2000. ISBN 978-3-446-19894-4
- Lieneke Dijkzeul: Die Hexe, die nie mehr zaubern wollte. Elefanten Press, 2000. ISBN 978-3-570-14544-9
- Bernardo Atxaga: Bambulos wahre Lügengeschichten. Altberliner Verlag, 2000. ISBN 3-357-00910-2
- Bernardo Atxaga: Bambulo auf den Hund gekommen. Altberliner Verlag, 2000. ISBN 3-357-00904-8
- Sabine Ludwig: Mops und Molly Mendelssohn. Dressler Verlag, 2000. ISBN 978-3-7915-1233-4
- Sabine Ludwig: Ein Haufen Ärger. Dressler Verlag, 2001. ISBN 978-3-7915-1195-5
- Fritz Rumler: Liebe Lilly. Droemersche Verlagsanstalt, 2001. ISBN 978-3-426-66081-2
- Janwillem van de Wetering: Eugen Eule und der Fall des verschwundenen Flohs. Hanser Verlag, 2001. ISBN 978-3-446-19969-9
- Sabine Ludwig: Weihnachtsmänner küsst man nicht. Dressler Verlag, 2002. ISBN 978-3-7915-1234-1
- Diana Wynne Jones: Ziemlich viele Prinzessinnen. Carlsen Verlag, 2003. ISBN 978-3-551-55321-8
- Sabine Ludwig: Die Nacht, in der Mr. Singh verschwand. Dressler Verlag, 2004. ISBN 978-3-7915-1196-2
- Sabine Ludwig: Fee und Ferkel. Dressler Verlag, 2005. ISBN 978-3-7915-1197-9
- Theodor Fontane: Der kinderleichte Fontane. Aufbau Verlag, 2009. ISBN 978-3-351-04098-7
- Sabine Ludwig: Auf die Plätze, Löwen, los. Fischer Schatzinsel Verlag, 2010. ISBN 978-3-596-85403-5
- James Krüss: Von Anfang bis Zebra: ABC Gedichte mit vielen Bildern von Sabine Wilharm. Carlsen Verlag, 2011. ISBN 978-3-551-55579-3
- Susanne Fischer: Der Aufstand der Kinder. Fischer Schatzinsel Verlag, 2011. ISBN 978-3-596-85424-0
- Ute Wegmann: Die besten Freunde der Welt. dtv, 2012. ISBN 978-3-423-62530-2
- Susan Kreller: Der beste Tag aller Zeiten. Carlsen Verlag, 2013. ISBN 978-3-551-58293-5
- Luis Sepúlveda: Wie der Kater und die Maus trotzdem Freunde wurden. Fischer Schatzinsel Verlag, 2014. ISBN 978-3-596-85628-2
- Markolf Hoffmann: Ratio Glimm: Das Superhirn. Ueberreuter Verlag, 2014. ISBN 978-3-7641-5014-3
- Uwe-Michael Gutzschhahn: Ununterbrochen schwimmt im Meer der Hinundhering hin und her. cbj, 2015. ISBN 978-3-570-15971-2
- Sabine Ludwig: Pandora und der phänomenale Mr Philby. Dressler Verlag, 2017. ISBN 978-3-7915-0060-7
- Andrea Schomburg: Die besten Tantenretter der Welt. Hummelburg Verlag, 2019. ISBN 978-3-7478-0007-2
- Cornelia Franz: Wenzel und die wilden Räuber. dtv junior, 2019. ISBN 978-3-423-76256-4

#### Reihen
Lisa und Marek von Martin Klein
- Lisas Zauberperle. Patmos Verlag, 1992. ISBN 3-491-37261-5
- Mareks große Liebe. Patmos Verlag, 1993. ISBN 3-491-37278-X
- Lisa und Marek auf Tour. Patmos Verlag, 1995. ISBN 3-491-37314-X

Franz Ratte von Mario Giordano
- Franz Ratte räumt auf. Elefanten Press, 1993. ISBN 978-3-88520-477-0
- Franz Ratte taucht unter. Elefanten Press, 1995. ISBN 978-3-88520-560-9

Das Wahnsinnsteam von Martina Dierks
- Porky, Pille, die Erbse und ich: Das Wahnsinnsteam. Altberliner Verlag, 1997. ISBN 3-357-00784-3
- Küsse, Chaos und Kamele: Das Wahnsinnsteam auf Klassenfahrt. Altberliner Verlag, 1999. ISBN 3-357-00850-5
- Das Wahnsinnsteam im Geisterfieber. Altberliner Verlag, 2001. ISBN 3-357-00909-9

Harry Potter von Joanne K. Rowling
- Harry Potter und der Stein der Weisen. Carlsen Verlag, 1998. ISBN 978-3-551-55167-2
- Harry Potter und die Kammer des Schreckens. Carlsen Verlag, 1999. ISBN 978-3-551-55168-9
- Harry Potter und der Gefangene von Askaban. Carlsen Verlag, 1999. ISBN 978-3-551-55169-6
- Harry Potter und der Feuerkelch. Carlsen Verlag, 2000. ISBN 978-3-551-55193-1
- Harry Potter und der Orden des Phönix. Carlsen Verlag, 2003. ISBN 978-3-551-55555-7
- Harry Potter und der Halbblutprinz. Carlsen Verlag, 2005. ISBN 978-3-551-56666-9
- Harry Potter und die Heiligtümer des Todes. Carlsen Verlag, 2007. ISBN 978-3-551-57777-1
- Die Märchen von Beedle dem Barden. Carlsen Verlag, 2008. ISBN 978-3-551-59999-5
- Quidditch im Wandel der Zeiten. Carlsen Verlag, 2010. ISBN 978-3-551-35947-6
- Phantastische Tierwesen & wo sie zu finden sind. Carlsen Verlag, 2010. ISBN 978-3-551-35948-3

Die Welt des Chrestomanci von Diana Wynne Jones
- Neun Leben für den Zauberer. Carlsen Verlag, 2001. ISBN 978-3-551-55211-2
- Zauberstreit in Caprona. Carlsen Verlag, 2001. ISBN 978-3-551-55212-9
- Sieben Tage Hexerei. Carlsen Verlag, 2001. ISBN 978-3-551-55215-0
- Von Irgendwo nach Fastüberall. Carlsen Verlag, 2002. ISBN 978-3-551-35382-5
- Das Geheimnis des hundertsten Traumes. Carlsen Verlag, 2002. ISBN 978-3-551-55252-5

Ella von Timo Parvela
- Ella in der Schule. Hanser Verlag, 2007. ISBN 978-3-423-62456-5
- Ella in der zweiten Klasse. Hanser Verlag, 2008. ISBN 978-3-446-23110-8
- Ella auf Klassenfahrt. Hanser Verlag, 2009. ISBN 978-3-446-23385-0
- Ella und der Superstar. Hanser Verlag, 2010. ISBN 978-3-446-23590-8
- Ella in den Ferien. Hanser Verlag, 2011. ISBN 978-3-446-23790-2
- Ella und die falschen Pusteln. Hanser Verlag, 2012. ISBN 978-3-446-24017-9
- Ella und der Neue in der Klasse. Hanser-Verlag, München 2013. ISBN 978-3-446-24176-3
- Ella und das große Rennen. Hanser Verlag, 2013. ISBN 978-3-446-24306-4
- Ella und der Millionendieb. Hanser Verlag, 2014. ISBN 978-3-446-24583-9
- Ella und ihre Freunde außer Rand und Band. Hanser Verlag, 2014. ISBN 978-3-446-24633-1
- Ella und die Ritter der Nacht. Hanser, München 2015. ISBN 978-3-446-24748-2
- Ella und die 12 Heldentaten. Hanser Verlag, München 2016. ISBN 978-3446250857
- Ella und das Festkonzert. Hanser Verlag, München 2016. ISBN 978-3446253032
- Ella und das Abenteuer im Wald. Hanser Verlag, München 2017. ISBN 978-3446256958
- Ella und der falsche Zauberer. Hanser Verlag, München 2018. ISBN 978-3-446259881

Die ZEIT-Edition "Fantastische Geschichten für junge Leser"
- Edith Nesbit: Der Sandelf. Carlsen Verlag, 2008. ISBN 978-3-938899-34-2
- Otfried Preußler: Die Abenteuer des starken Wanja. Carlsen Verlag, 2008. ISBN 978-3-938899-35-9
- Maurice Druon: Tistou mit den grünen Daumen. Carlsen Verlag, 2008. ISBN 978-3-938899-36-6
- Rudyard Kipling: Geschichten für den allerliebsten Liebling. Carlsen Verlag, 2008. ISBN 978-3-938899-37-3
- Elaine Horseman: Zauberei im alten Haus. Carlsen Verlag, 2008. ISBN 978-3-938899-38-0
- Terry Pratchett: Maurice der Kater. Carlsen Verlag, 2008. ISBN 978-3-938899-39-7
- Frances Hodgson Burnett: Der geheime Garten. Carlsen Verlag, 2008. ISBN 978-3-938899-40-3
- Adolf Himmel: Fauler Zauber auf Schloss Fionn. Carlsen Verlag, 2008. ISBN 978-3-938899-41-0
- James M. Barrie: Peter Pan. Carlsen Verlag, 2008. ISBN 978-3-938899-42-7
- Tove Jansson: Geschichten aus dem Mumintal. Carlsen Verlag, 2008. ISBN 978-3-938899-43-4
- Margaret Mahy: Barneys Besucher. Carlsen Verlag, 2008. ISBN 978-3-938899-44-1
- Robert C. O’Brien: Frau Frisby und die Ratten von NIMH. Carlsen Verlag, 2008. ISBN 978-3-938899-45-8
- Elizabeth Goudge: Das kleine weiße Pferd. Carlsen Verlag, 2008. ISBN 978-3-938899-46-5
- Anne Barrett: Mein Tiger Mitty: Freundschaft mit einem geheimnisvollen Tier. Carlsen Verlag, 2008. ISBN 978-3-938899-47-2
- Philippa Pearce: Als die Uhr dreizehn schlug. Carlsen Verlag, 2008. ISBN 978-3-938899-48-9

Pelle und Pinguine von Henning Callsen
- Kein Problem, sagt Papa Eisbär. Hanser Verlag, 2017. ISBN 978-3-446-25688-0
- Auch ein Eisbär geht zur Schule. Hanser Verlag, 2018. ISBN 978-3-446-26054-2
- Weihnachten in Gefahr. Hanser Verlag, 2019. ISBN 978-3-446-26427-4

### Illustrationen in der Erwachsenenliteratur
- Herman Melville: Bartleby. Bertelsmann Verlag, 1993.
- Alan Bennett: Alle Jahre wieder. Eine kleine Geschichte. Fischer Schatzinsel Verlag, 1999. ISBN 978-3-596-14655-0
- Katharina Höcker: In einem Mietshauskörper. Achilla Presse Verlagsbuchhandlung, 2002. ISBN 978-3-928398-80-0
- Katharina Bennefeld-Kersten & Franz-Josef Christoph: Gehen Sie in das Gefängnis. Gehen Sie direkt dorthin. Pabst Science Publishers, 2016. ISBN 978-3-95853-217-5
- Jeremy Taylor: The Awful English Grammar / Die schreckliche englische Grammatik. Sieben amüsante Dialoge. dtv, 2018. ISBN 978-3-423-09540-2

## Ausstellungen
Wanderausstellung „Sabine Wilharm – Die Bilder zum Buch Harry Potter, Bartleby, Schinken & Ei und andere Illustrationen“
- 2001 Wilhelm-Busch-Museum in Hannover
- 2001 Schloss Oberhausen, Ludwig Galerie
- 2001 Museum für Kunst und Gewerbe in Hamburg
- 2001 Ludwig Museum im Deutschherrenhaus in Koblenz
- 2001/2002 Kulturzentrum am Münster in Konstanz
- 2002 Staatliche Kunsthalle Karlsruhe
- 2002 Villa Dessauer Bamberg
- 2002 Städtische Galerie im Rathausfletz in Neuburg an der Donau
- 2002/2003 Museum Haus Ludwig für Kunstausstellungen in Saarlouis
- 2003 Museum für angewandte Kunst in Köln
- 25. Januar bis 18. April 2004 Vestisches Museum Recklinghausen[4]

weitere Ausstellungen
- 26. September bis 19. Oktober 2003 Kunstverein in Tauberbischofsheim: "Erleuchtung"[5]
- 2003 Buchhandlung Schmitz Junior in Essen
- 2004 Internationale Jugendbibliothek in München: "James’ Tierleben"
- 2004 Museum Langes Tannen in Uetersen: "Von Harry Potter über Bartleby zu James’ Tierleben" (Kinderbuch- und Presseillustration)
- 2005 Orangerie beim Schloss Georgium, Anhaltische Gemäldegalerie in Dessau
- 30. November 2006 bis 28. Januar 2007 Museum im Schloss Bad Pyrmont: "Vom Zauberlehrling über Bartleby zu James’ Tierleben"[6]
- 2007 Bücherhalle in Hamburg-Harburg
- 2008 Stadt- und Schulbücherei Kitzingen
- 2008 Stadt- und Schulbücherei Gunzenhausen
- Mai 2008 bis Januar 2009 Kinderbuchhaus im Altonaer Museum Hamburg: „Von Helden und Heringen. Bilderbuchillustrationen von Sabine Wilharm.“
- 2009 KUNSTkammer Gartow
- 2009 LesArt - Berliner Zentrum für Kinder- und Jugendliteratur
- 2010 Museum im Kolleg Mindelheim
- 2010 Sonnensegel e. V. in Brandenburg an der Havel
- 2010 Das Alte Zollhaus – Museum Hitzacker – Atelier Alte Sargtischlerei
- 2010 Stadtbibliothek Aalen – Kinderbibliothek
- 2010 Galerie Bernau – Förderkreis Bildende Kunst e. V.
- 2010 LesArt Berliner Zentrum für Kinder- und Jugendliteratur – Jugendbibliothek Spandau
- 2011 Kinderbuchhaus im Altonaer Museum Hamburg

## Auszeichnungen
- 2000 Eulenspiegelpreis für das Bilderbuch Ein Huhn, ein Ei und viel Geschrei von Mario Giordano
- 2011 Deutsche Akademie für Kinder- und Jugendliteratur: Von Anfang bis Zebra: ABC Gedichte mit vielen Bildern von Sabine Wilharm von James Krüss als Buch des Monats Mai 2011